# Chiesa dei Santi Gioacchino e Anna ai Monti
La chiesa dei Santi Gioacchino e Anna ai Monti è una chiesa di Roma, nel rione Monti, che affaccia su largo Venosta, all'inizio di via in Selci.
L'edificio sacro ha una pianta a croce greca e la sua costruzione iniziò nel 1589 per terminare nel Settecento con la costruzione del convento annesso per le suore di san Francesco di Paola.
In occasione di successivi ampliamenti, nella vicina via in Selci, in quello che oggi è l'ex monastero delle Paolotte, fu trovato un tesoro, che l'Armellini così descrive:
(Armellini, op. cit., p. 219)
La tradizione popolare attribuiva questo tesoro ad un re polacco che abitava nella zona: da qui il nome della rampa di scale che costeggia la chiesa, ossia Monte Polacco.
Nella chiesa con l'accordo di san Giovanni Paolo II, officia il culto, a certi orari, la  Chiesa ortodossa etiope Tewahedo, alla quale, con Convenzione della Diocesi di Roma, sono peraltro affidati i locali al piano interrato della chiesa.
Nel 1984 Raffaella Carrà registra il videoclip del brano "Buon Natale" all'interno di essa.